# Maschsee

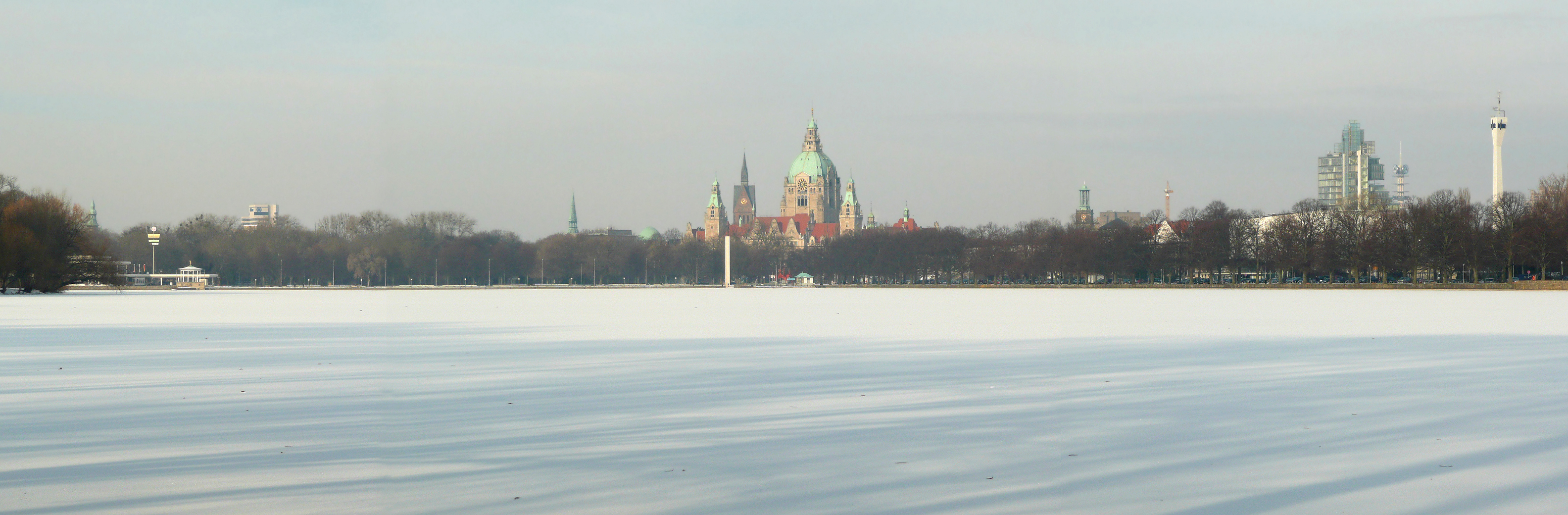
Blick nach Nordosten über den zugefrorenen See auf das Neue Rathaus und rechts das Verwaltungsgebäude der Nord/LB, 2011

Der Maschsee ist ein künstlich angelegter 2,4 km langer und 180 bis 530 m breiter See südlich des Stadtzentrums von Hannover. Mit einer Fläche von 78 Hektar ist er das größte Gewässer in der niedersächsischen Landeshauptstadt. Der See ermöglicht zahlreiche Wassersportarten und ist ein beliebtes Naherholungsgebiet.

## Name
Der Name des Sees leitet sich von der „Leinemasch“ oder einfach „Masch“ ab. Dies ist die historische Flurbezeichnung für das Gebiet, in dem der See angelegt wurde. Es ist ein tiefergelegenes Überschwemmungsgebiet der Leine. Die Entstehung des Begriffs Masch steht im Zusammenhang mit dem Landschaftstyp der Marsch.

## Geschichte bis 1933
Im breiten Flusstal der Leine nahe Hannover einen See zu schaffen, wurde schon im späten 19. Jahrhundert erwogen. Dies bot sich an im Zusammenhang mit der notwendig gewordenen Eindeichung von Leine und Ihme, die nach der Schneeschmelze im Harz regelmäßig zu Frühjahrs-Überschwemmungen in der Stadt führten. Zudem ermöglichten die überfluteten Bereiche schon damals Freizeitnutzung: froren diese im Winter zu, wurde die Masch als Eisbahn genutzt. Entscheidend für die Realisierung des Seeprojektes war dessen Verbindung mit der Leine- und Ihme-Regulierung. Dadurch ließ sich die Hochwassergefahr reduzieren und das Leinetal besser nutzen. Im Laufe der Jahrzehnte gab es mehrere, sehr unterschiedliche Entwürfe: Kleine Lösungen und große, die den Schützenplatz als Insel im See vorsahen. Im September 1925 beauftragte der neu gewählte Oberbürgermeister Arthur Menge den Wasserbauingenieur und Professor der Technischen Hochschule Hannover Otto Franzius, gemeinsam mit dem Stadtbauamt ein Projekt für den Bau eines Maschsees auszuarbeiten. Franzius zeichnete für den wasserbaulichen und wasserwirtschaftlichen Teil verantwortlich, das Stadtbauamt unter der Leitung von Karl Elkart für den städtebaulichen. Im Januar 1926 bewilligte der Magistrat der Stadt 14.000 Reichsmark für Dichtungsversuche. Diese waren notwendig, weil das Projekt erstmals den Gedanken aufbrachte, den See nicht in die Masch einzugraben und von der durchfließenden Leine zu speisen. Vielmehr sollte der Maschsee schüsselartig auf die Masch und damit über den Pegel der Leine gebaut und durch ein Pumpwerk gespeist werden. Dies löste auch das Problem einer drohenden Verschlammung durch im Flusswasser mitgetragene Schwebstoffe. Damit schuf Otto Franzius letztlich den Entwurf, der sich als tragfähig und finanzierbar erwies.
Dennoch dauerte es noch rund acht Jahre, bis Anfang der 1930er Jahre drei starke Gründe für die Schaffung eines künstlichen Sees in der Leinemasch sprachen und die Arbeiten aufgenommen wurden:
- Eindämmung des Hochwasserbettes der Ihme
- Schaffung eines stadtnahen Naherholungsgebietes mit Möglichkeiten für Wassersportler
- Beseitigung der hohen Arbeitslosigkeit (1932 waren 58.000 Hannoveraner ohne Beschäftigung) durch ein öffentliches Arbeitsbeschaffungsprogramm

Gegen die Anlage des Sees an dieser Stelle sprach die 1904 fertiggestellte und etwa 20 m hohe Bismarcksäule in der Mitte der zukünftigen Wasserfläche. An ihr fanden paramilitärische Aufmärsche und 1933 die Bücherverbrennung in Hannover statt. Die Säule wurde 1935 im Zuge der Bauarbeiten für den Maschsee vollständig abgerissen.

## Zeit des Nationalsozialismus

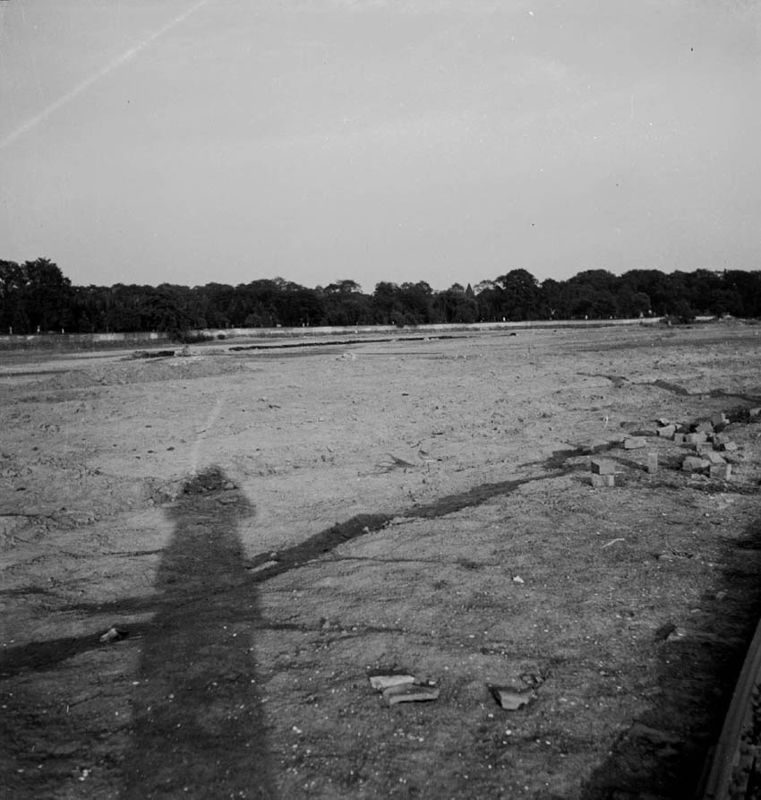
Schatten des Fischereiwissenschaftlers und Oberfischmeisters Friedrich Schiemenz im September 1935 auf dem Grund des im Bau befindlichen Maschsees

In den 1930er Jahren zu Zeiten der Weltwirtschaftskrise verfügte die Stadt Hannover nicht über ausreichende Finanzmittel zur Verwirklichung des Maschseeprojektes. Für die NSDAP kam das Seeprojekt wie gerufen, um die Arbeitslosenzahlen zu reduzieren. Sie hatte es sich sprichwörtlich auf die Fahnen geschrieben und machte es bei Aufmärschen zum Thema ihrer Propaganda. Am 28. November 1933 stand es auf der Tagesordnung einer Stadtratssitzung. Am 21. März 1934 erfolgte in der Leinemasch der erste Spatenstich für den Maschsee. Trotz der ungeklärten Finanzierung fanden viele Menschen Arbeit am See. Unter schlechten Arbeitsbedingungen und geringer Entlohnung, die nicht viel höher als die Arbeitslosenunterstützung lag, mussten die Arbeiter ihr eigenes Werkzeug mitbringen. Zum Bau wurden 14 Lokomotiven mit 365 Kipploren auf etwa 15 km Gleisanlagen sowie Bagger und 5 Raupenschlepper eingesetzt. Anfänglich waren 100 Arbeiter, zum Schluss 1650 Arbeiter beteiligt. Sie hoben rund 780.000 m³ Boden für das Seebecken aus.
Im Frühjahr 1936 war das Maschseeprojekt vollendet. Die Einweihung fand am Himmelfahrtstag, dem 21. Mai 1936 statt. Hunderttausende von Hannoveranern und Gästen verfolgten rund um den See ein buntes Programm. Die Veranstaltung begann mit einem zeittypischen Massenaufmarsch der NSDAP. Außerdem waren 6000 Sportler an einem Sternmarsch sowie Abordnungen von Behörden und der Wehrmacht beteiligt. Im Zweiten Weltkrieg wurde der See mit Planen und künstlichen Landschaftsnachbildungen auf Schwimminseln abgedeckt, um den alliierten Bomberpiloten bei den Luftangriffen auf Hannover die Orientierung zu erschweren.

## Wasserhaushalt
Durch Sickerwasser und Verdunstung fällt der Wasserspiegel um maximal 1,3 cm täglich, was einer Menge von 10.000 Kubikmetern Wasser entspricht. Um den Pegel konstant zu halten, sorgt für den Wasserhaushalt des Maschsees ein Pumpwerk an den Ricklinger Kiesteichen. Es hat drei Pumpen mit einer Leistung von zusammen 1000 l/s. Von dort führt eine über 800 Meter lange Leitung, die das Wasser in der Nähe der „Maschseequelle“ in den See einleitet. Je nach Witterungsverlauf müssen jährlich ein bis zwei Millionen m³ Wasser ergänzt werden. Von November bis Februar wird nicht gepumpt; während dieser Zeit sinkt der Wasserspiegel um durchschnittlich 45 cm ab.

### Maschseequelle

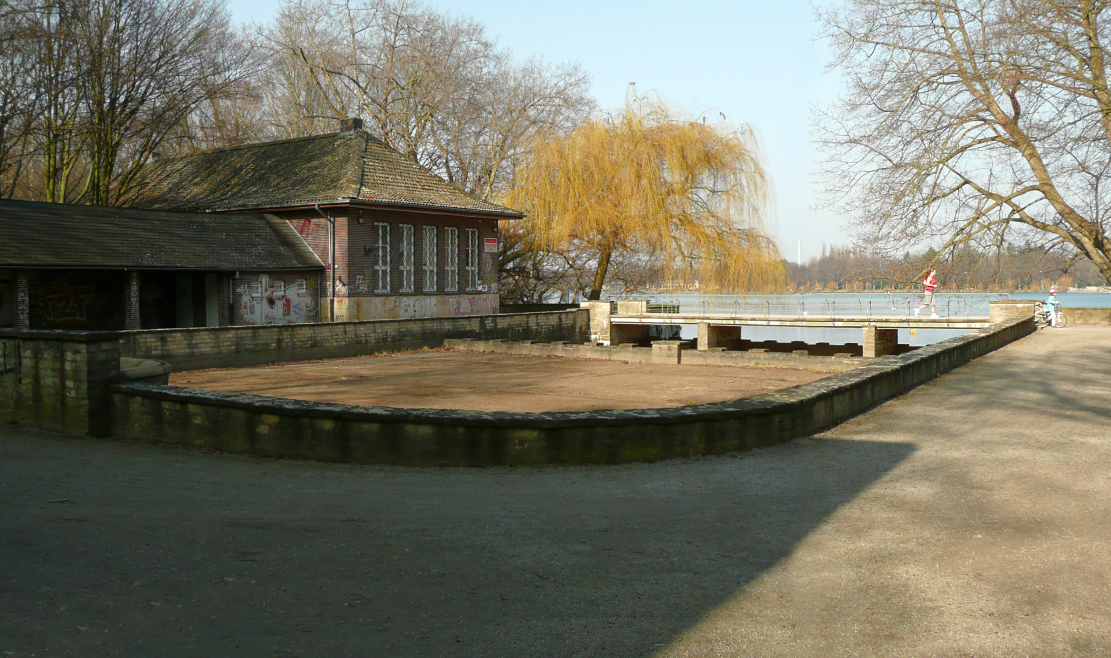
Maschseequelle mit leerem Wasserbecken

Bis 1960 wurde vom Pumpwerk „Maschseequelle“ dem Maschsee Wasser zugeführt, da sich der Wasserspiegel durch Verdunstung im Sommer senkt. Das Pumpen- und Filterhaus wurde als eines der ersten Bauwerke am See im November 1935 in Betrieb genommen. Das Werk verfügt über zwei Pumpen, die pro Sekunde 500 Liter Wasser aus dem nur wenige Meter entfernten Fluss Leine heben können. Da das Leinewasser stark durch Schwebstoffe verunreinigt ist, begann der See schneller zu verlanden, als ursprünglich angenommen. Daher entschied sich die Stadtverwaltung Hannover im Jahre 1960 dazu, ein neues Pumpwerk an den Ricklinger Kiesteichen zu bauen, um den Maschsee von dort mit Grundwasser zu versorgen. Das alte Pumpenhaus ist nur noch aktiv, wenn der Sauerstoffgehalt im Wasser zu niedrig ist, da das Wasser dort über eine dreistufige offene Kaskade in den See geleitet wird. Auch während des Maschseefestes wird zeitweise das alte Pumpwerk mit seiner Kaskade in Betrieb gesetzt.
Heute wird das alte Pumpenhaus vom Sport Club Hannover e. V. als Vereinsheim und Bootshaus genutzt.

### Maschseefontäne

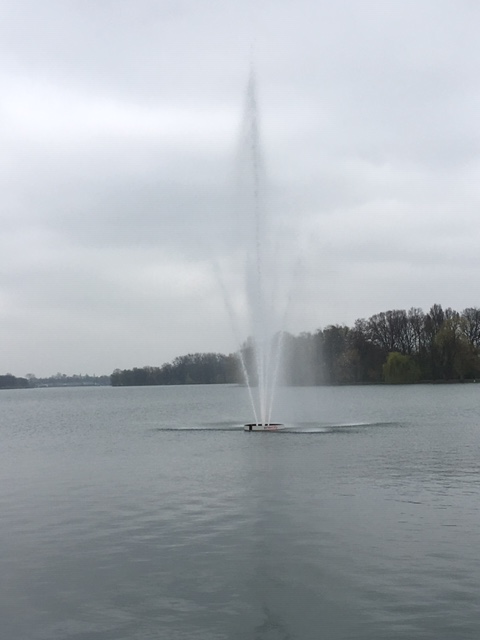
Maschseefontäne

Die Maschseefontäne entstand 1986 zum 50. Jahrestag der Erbauung des Maschsees und wurde in dem Jahr zu den Maschseetagen in Betrieb genommen. Sie war ein Geschenk der Stadtwerke, dem Vorläufer der enercity AG, an die Stadt. Die Hauptfontäne und die vier kleineren Fontänen am Nordufer des Sees erreichen eine Höhe von 10 bis 17 Meter. Die Wartungs- und Stromkosten werden von enercity im Rahmen von Sponsoring getragen.

## Freizeitbetrieb
Für Fußgänger ist der in relativer Innenstadtnähe gelegene Maschsee ein willkommenes Naherholungsgebiet. Einmal im Jahr im Sommer findet rund um den See das mehrwöchige Maschseefest statt, das inzwischen jährlich rund zwei Millionen Besucher anzieht. Geboten werden dabei Kleinkunst, Gastronomie, Musikdarbietungen sowie Feuerwerke.

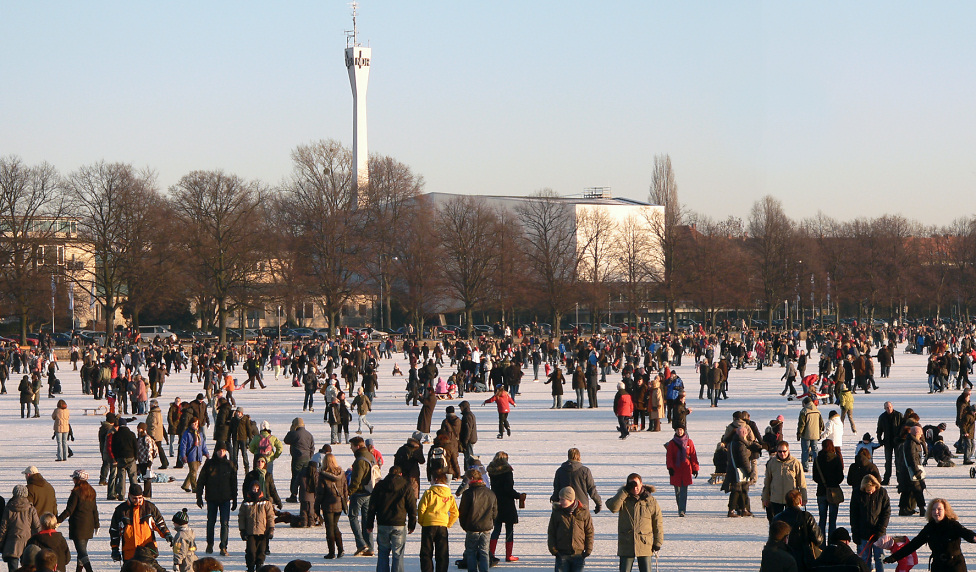
Zum Betreten freigegebener See, im Hintergrund das Landesfunkhaus des NDR
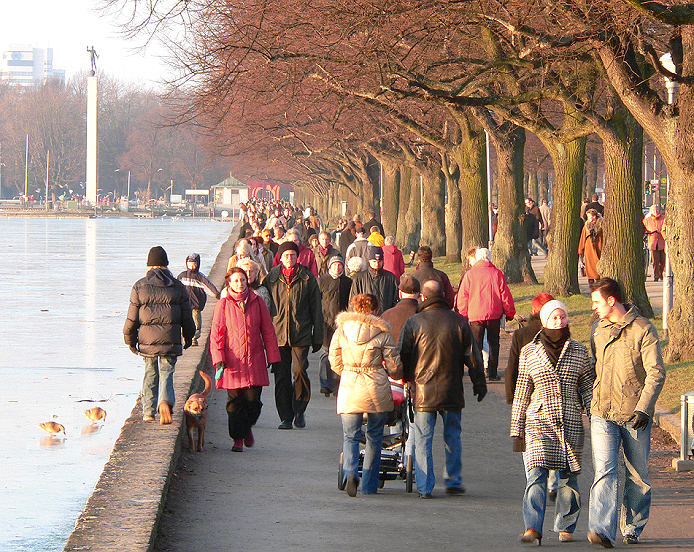
Sonntags-Spaziergänger im Winter am zugefrorenen See
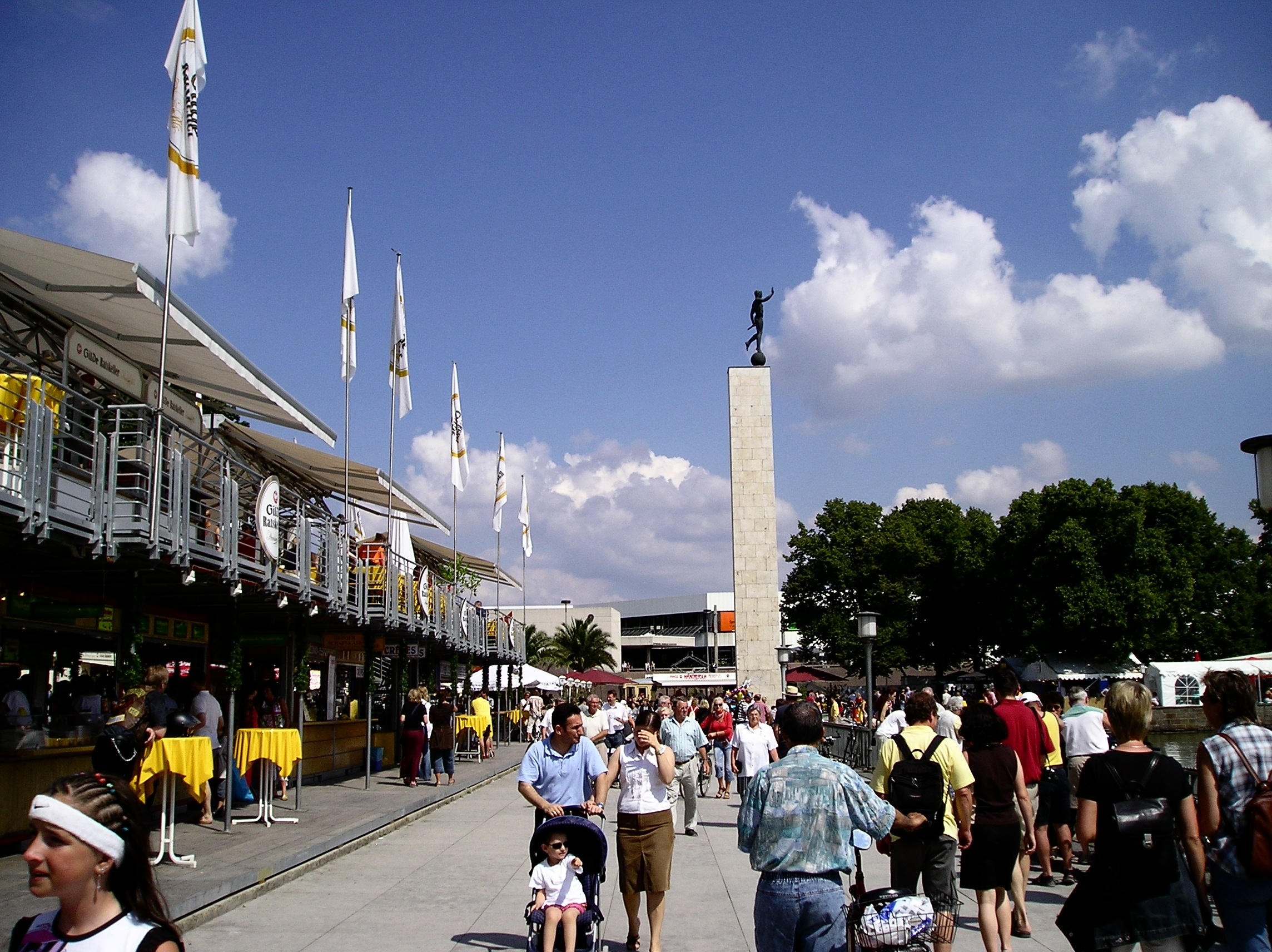
Promenade am Nordufer mit Fackelträgersäule (und Gastronomieständen des Maschseefestes)
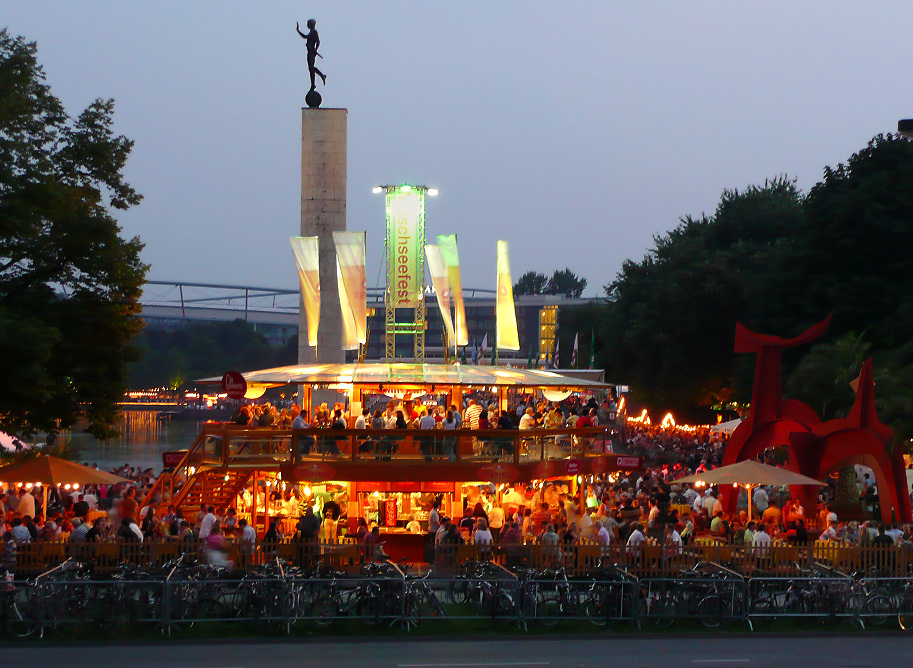
Maschseefest 2008
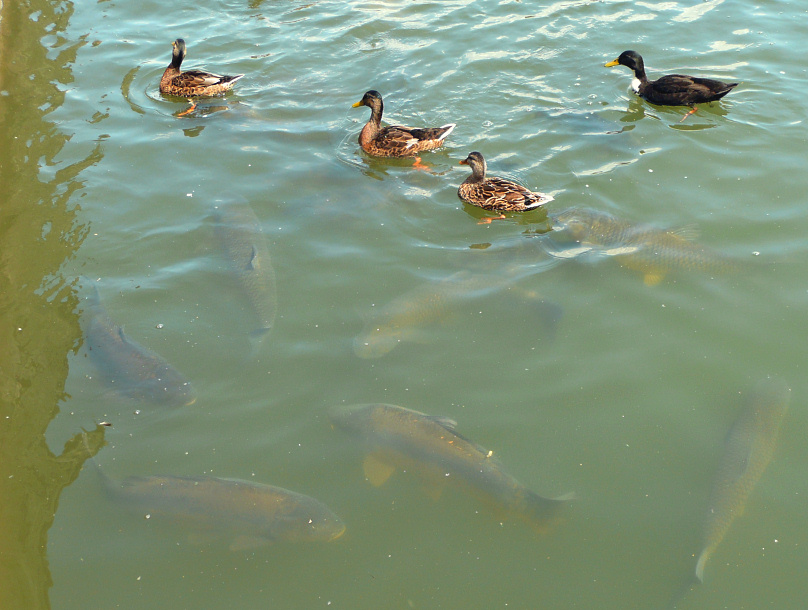
Maschseekarpfen und Enten

### Boote und Schiffe

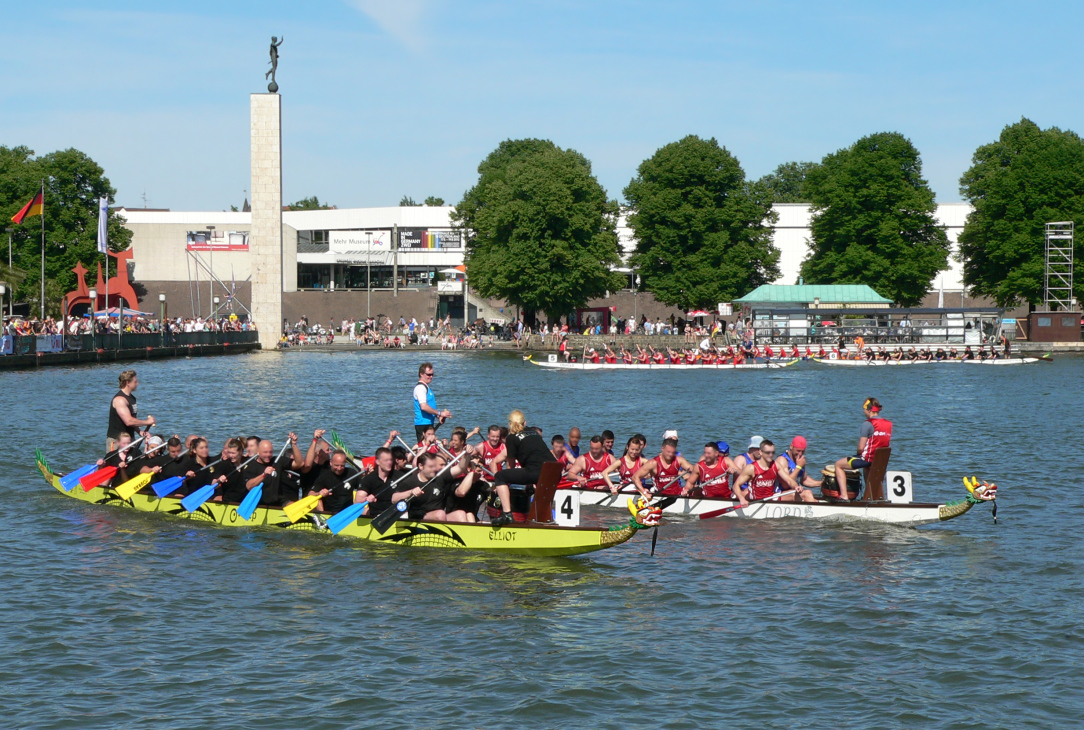
Drachenboot Festival, 2012

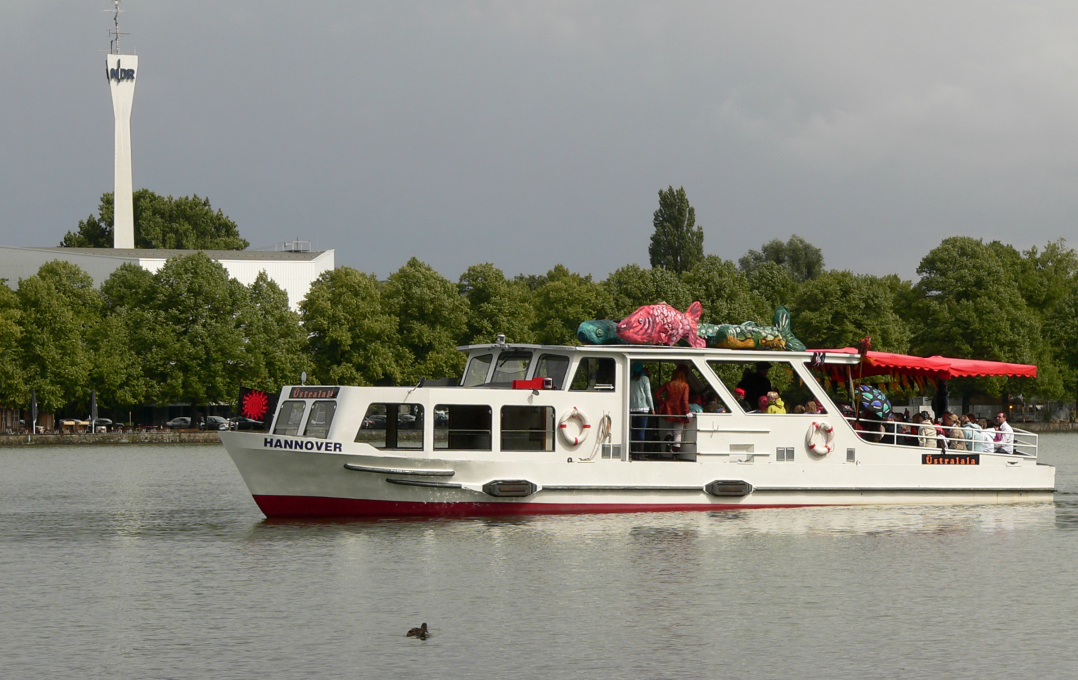
Fahrgastschiff, hier während des Maschseefests als Piratenschiff Üstralala ausstaffiert

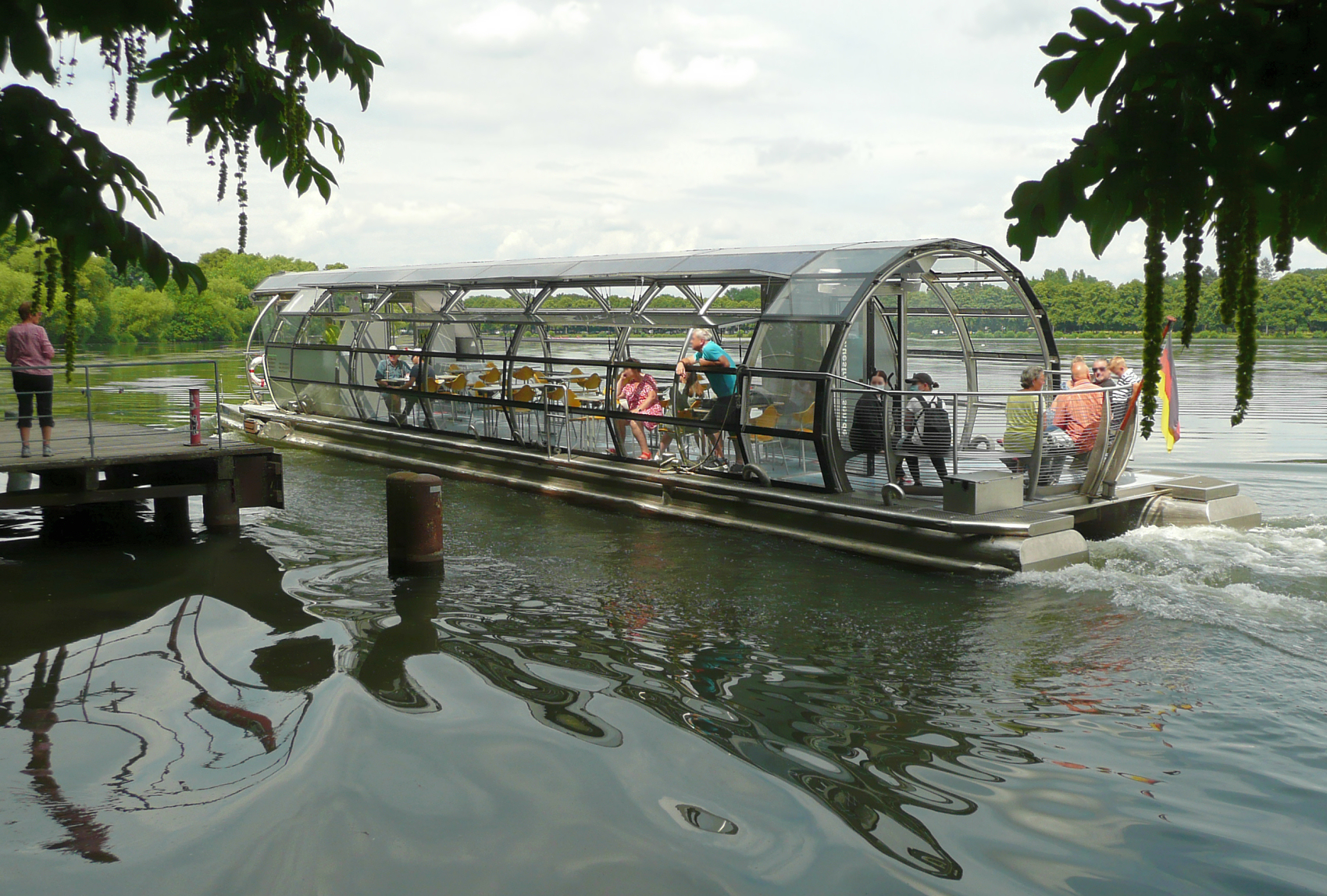
Das Solarboot an einem Anleger

Während des Sommers führen die hannoverschen Verkehrsbetriebe üstra auf dem See Fahrgastschifffahrt mit elektrisch angetriebenen Fahrzeugen durch, darunter ein Solarboot als Katamaran. Das Anlegen an den Haltepunkten erfolgt durch Elektromagneten statt der üblichen Taue. Am Ufer wird Gastronomie betrieben. Rund um den Maschsee sind zahlreiche Vereine für Wassersportarten (vor allem Rudern und Segeln) beheimatet. Im Verlauf des Jahres finden auf dem Gewässer diverse Wettbewerbe statt, allen voran das alljährliche Drachenboot Festival Hannover.
Segelboote können bei zwei Bootsverleihen geliehen werden, die auch Kurse zum Erwerb eines Segelscheins anbieten.
Von 1952 bis 1990 fanden auf dem See regelmäßig Motorbootrennen statt. In dieser Zeit wurde viermal ein Weltmeistertitel vergeben, fünf Rennen zählten zur Weltmeisterschaftsserie der 2-Liter-Klasse und zehnmal wurde ein Europameister gekrönt.
Um eine Beschädigung der Abdichtung zu verhindern, ist das Ankern auf dem gesamten See nicht gestattet. Diese und weitere Regeln sind in der sogenannten Maschseeordnung geregelt.

### Rudern
Am Maschsee sind das Schülerbootshaus der Stadt Hannover, das Bootshaus des Hannoverschen Ruder-Clubs von 1880 e. V. und des 1. Frauen-Ruder-Club-Hannover 1928 e. V. Jedes Jahr finden zahlreiche Regatten des Schülerruderverband Niedersachsen und der Ruder-Bundesliga auf dem Maschsee statt.

### Baden
Im Süden des Sees befindet sich das Strandbad Maschsee. Das ehemalige städtische Freibad wurde 2005 von der Stadt an einen privaten Investor (Strandbad Maschsee GmbH) übergeben. Es begannen Bauarbeiten zu einem aufwändigen kommerziellen Wellness-Park, wobei dieses Projekt ins Stocken geriet. 2007 wurde es von der Investorengruppe Aspria übernommen, die die Arbeiten fortsetzte. Im Frühjahr 2009 eröffnete die „Aspria Hannover GmbH“ auf dem Grundstück in den Gebäuden des alten Strandbades und einigen neuen Anbauten einen privaten Spa- und Sport-Club. Auch der Betrieb des öffentlichen Strandbades wurde an die Aspria GmbH übergeben. Seit der Badesaison 2009 steht mehr als die Hälfte der Fläche des Strandbades nur noch den Mitgliedern des Aspria-Clubs zur Verfügung.

### Laufen und Inline-Skaten
Die Runde um den Maschsee ist eine bei Joggern beliebte Laufstrecke. Im Jahr 2005 wurde eine 6,0 km lange Strecke um den Maschsee vom Deutschen Leichtathletik-Verband im Auftrag der Stadt Hannover mit dem Jones-Counter vermessen. Diese Strecke verläuft auf dem unbefestigten Fußweg, also näher am Wasser als der asphaltierte Radweg. Um das Laufen über Treppenstufen zu vermeiden, verläuft die Strecke an der Löwenbastion auf dem breiten Fußweg und am Pumpenhaus auf dem Radweg. Im Juni 2007 wurde die Strecke alle 500 m mit sogenannten Meilensteinen versehen.
Seit Mai 2003 ist der Radweg rund um den Maschsee offiziell für Inline-Skating freigegeben.
Am traditionellen Maschseelauf nehmen jährlich mehrere tausend Starter aus hannoverschen Schulen und Sportvereinen teil.

### Eislaufen

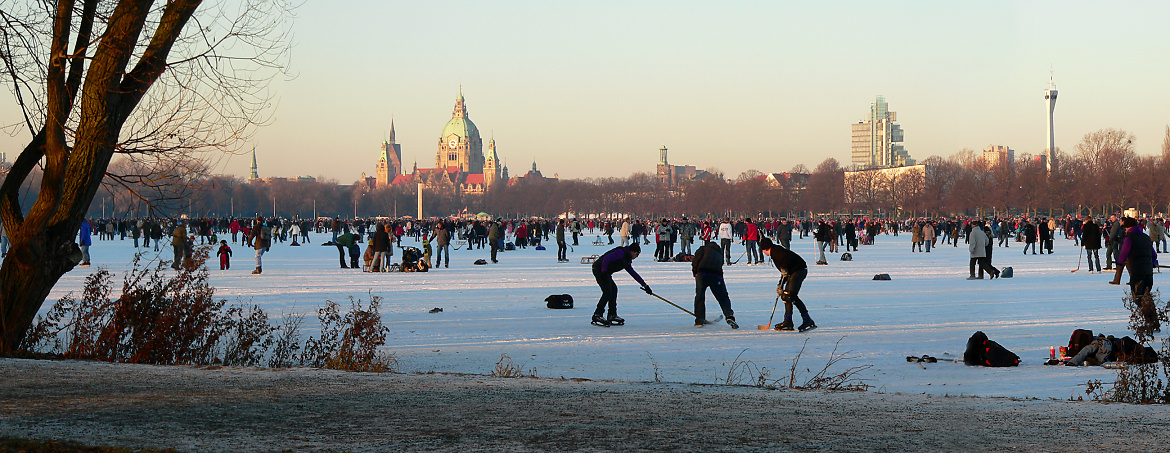
Fußgänger und Eishockeyspieler auf dem See, Januar 2009

Wenn im Winter die Eisdicke des Sees 13 cm übersteigt, gibt die Stadtverwaltung durch Hissen der städtischen Fahne am Nordufer den See offiziell zum Betreten frei. Bei stabilem Kaltwetter wird am Seerand als Eisparty ein Gastronomie- und Kulturangebot veranstaltet. Der See wird in dieser Zeit von mehreren 10.000 Besuchern pro Tag aufgesucht, unter anderem zum Schlittschuhlaufen und Eishockeyspielen. In jüngster Zeit wurde 2003, 2006, 2009 und 2012 der See zum Betreten freigegeben. Ab 20 cm Eisdicke können auch auf dem See Buden aufgebaut werden, letztmals gab es dies 2003.

## Erreichbarkeit
Der Maschsee ist mit der Bus-Ringlinie 100/200 zu erreichen (Haltestellen am Sprengel Museum und dem Niedersachsenstadion). Die Veranstaltungs-Buslinie 267 verbindet während des Maschseefestes die U-Bahn-Stationen Kröpcke und Aegidientorplatz mit Haltestellen am Maschsee-Ostufer und endet am Strandbad. Zahlreiche Fuß- und Radwege führen zum See und an seinen Ufern entlang. An der Nord- und Ostseite führen Autostraßen mit zahlreichen Parkplätzen entlang. Die Westseite des Sees, an der sich Wassersportvereine mit ihren Bootshäusern befinden, ist nur zu Fuß oder per Fahrrad zu erreichen, da die Zufahrten für Kraftfahrzeuge nur für Anlieger freigegeben sind. Etwa in der Mitte der Westseite befindet sich jedoch ein frei zugänglicher größerer Parkplatz in unmittelbarer Nähe des Sees: Der Parkplatz des Olympiastützpunkts an der Papageienbrücke.

## Kunst am See
Am Nordrand des Sees befinden sich die sechs Meter hohe rote Stahlplastik Hellebardier von Alexander Calder (1972) und die Bronzeplastik des olympischen Fackelträgers (Fackelträger-Säule) auf einer 18,5 Meter hohen Steinsäule sowie Putto auf dem Fisch, beide von Hermann Scheuernstuhl (1936). Weitere Skulpturen am Ostufer sind das Menschenpaar von Georg Kolbe (1936/37) und zwei von Arno Breker (1938) geschaffene Löwen-Skulpturen an der Löwenbastion. Im Jahre 1948 kam mit dem Schwimmer von Erich Haberland eine weitere Skulptur dazu. Die Inschrift an der Säule des Fackelträgers lautet: „Wille zum Aufbau gab werkfrohen Händen den Segen der Arbeit – Freude, Gesundheit und Kraft spende fortan auch der See. 1934–1936.“
Die Skulpturen aus der Zeit des Nationalsozialismus führten zu Diskussionen, ob es sich dabei um Kunst oder nationalsozialistische Propaganda handelt, da sie das Menschen- und Gesellschaftsbild aus dieser Zeit mit besonderer Betonung von Kraft und Gesundheit widerspiegeln. Seit 2012 existieren am Nordufer des Maschsees gegenüber dem Sprengel Museum zwei Informationstafeln, die sich mit der Kunst am Maschsee kritisch auseinandersetzen.
Eine Installation des spanischen Künstlers Santiago Sierra in der Kestnergesellschaft erinnerte 2005 an die Entstehung des Sees durch Arbeitsbeschaffungsmaßnahmen, indem er einen begehbaren Raum mit Schlamm füllte.

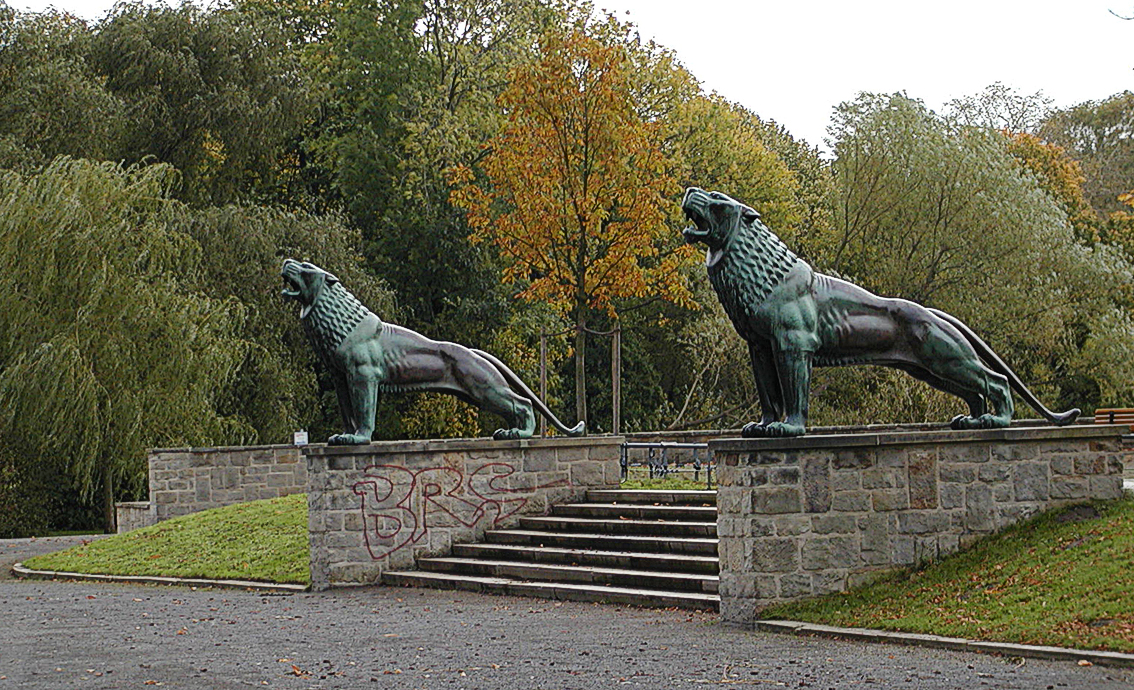
Löwenbastion von Arno Breker
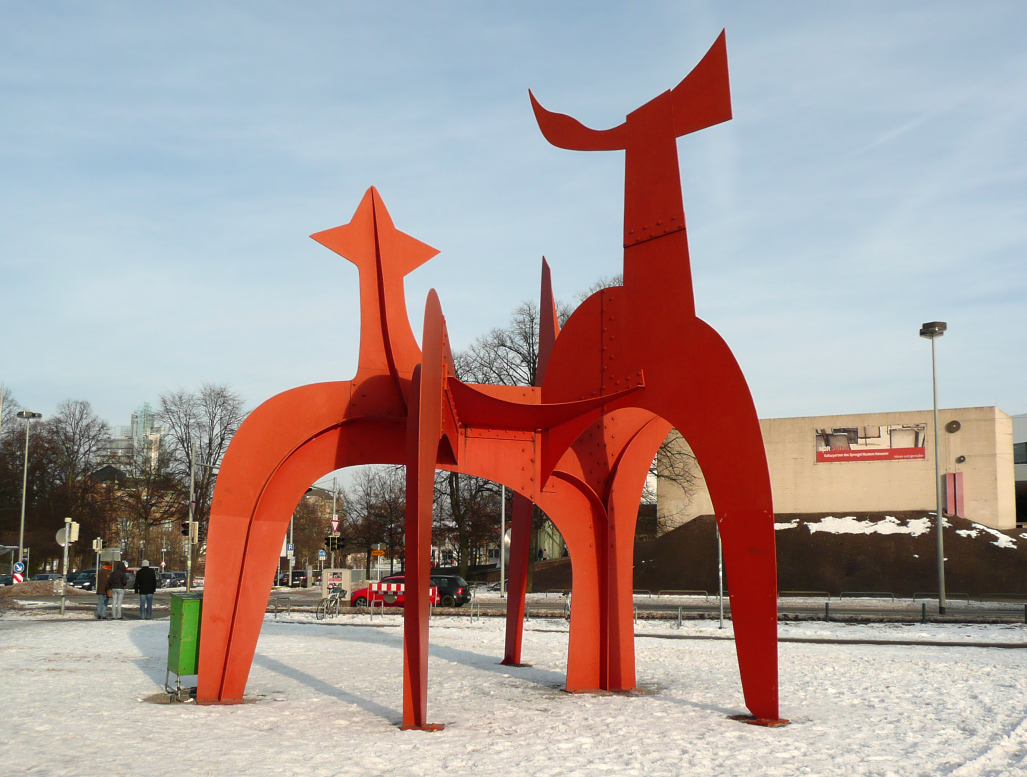
Hellebardier von Alexander Calder
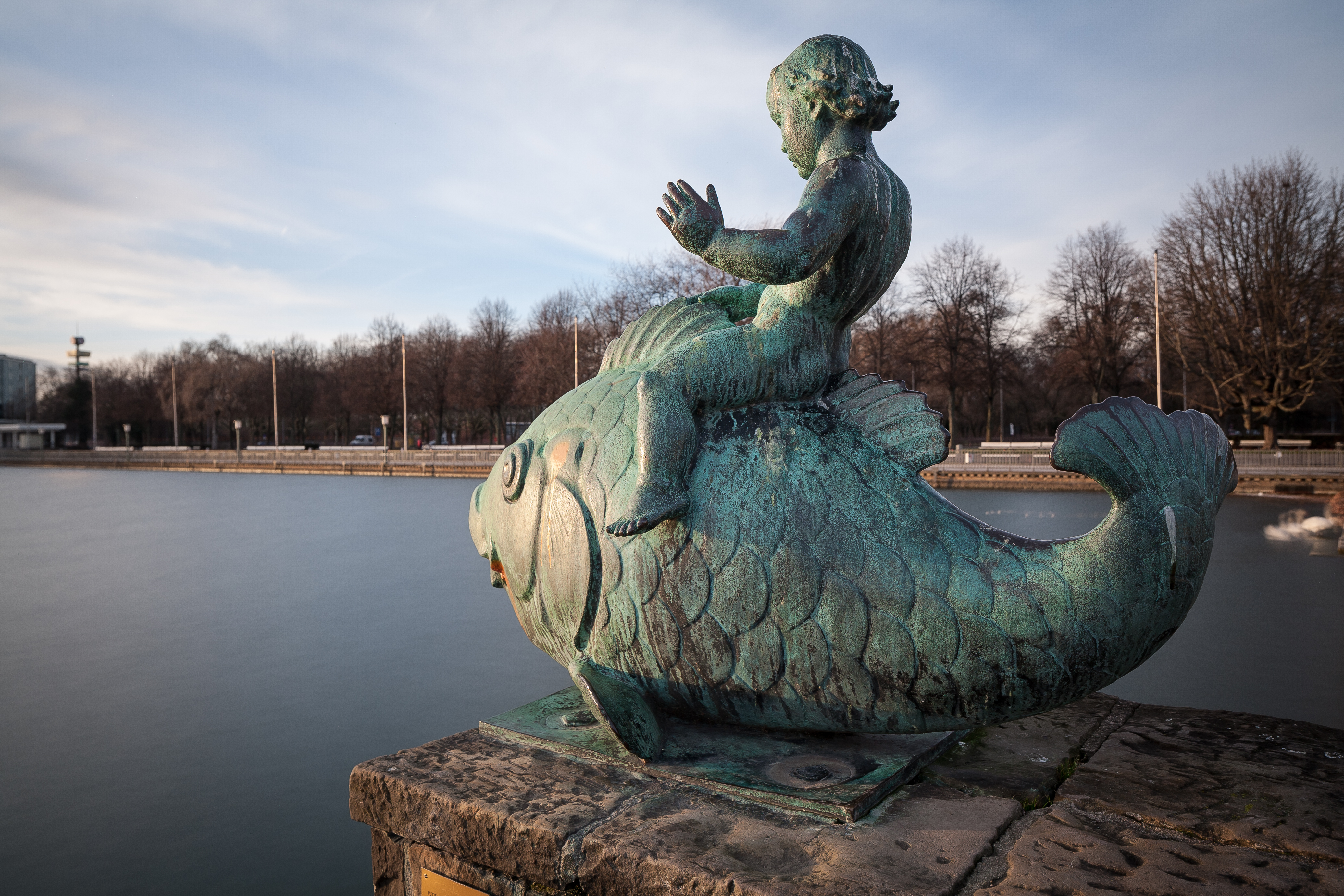
Putte auf dem Fisch von Hermann Scheuernstuhl
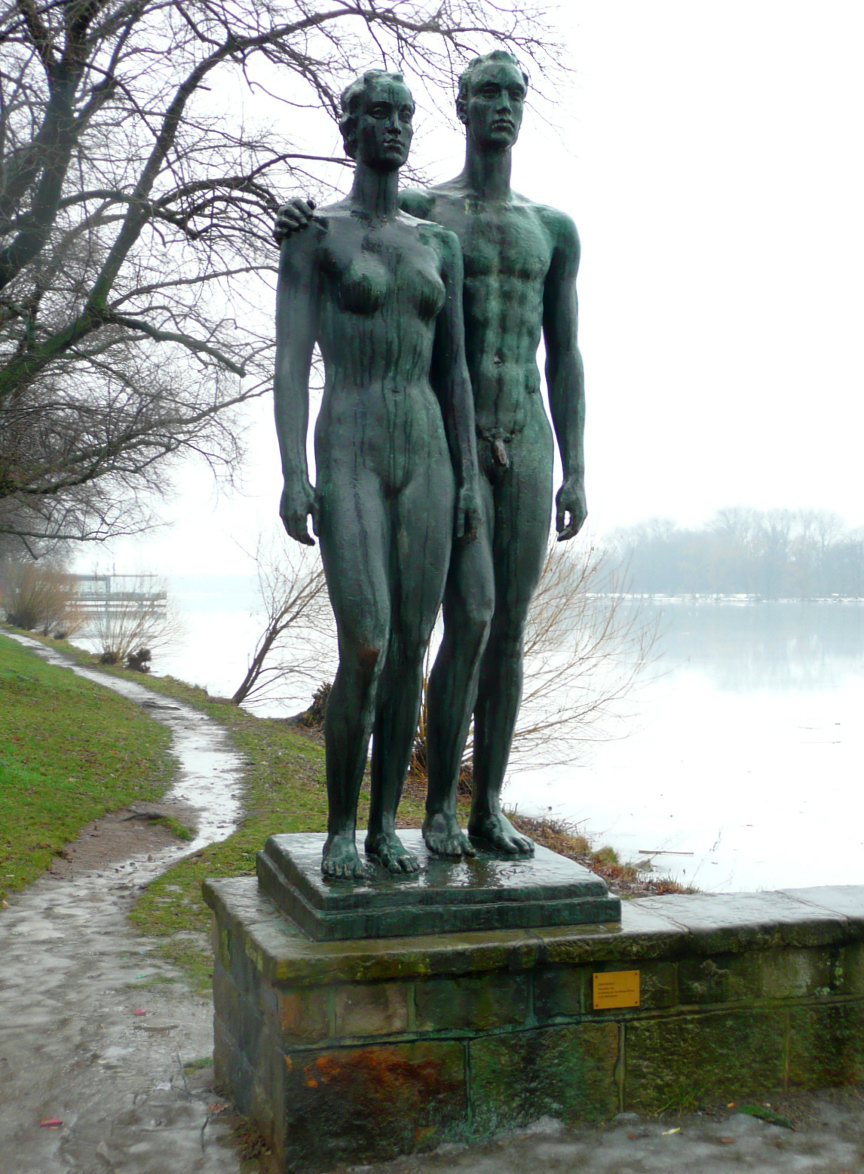
Menschenpaar von Georg Kolbe
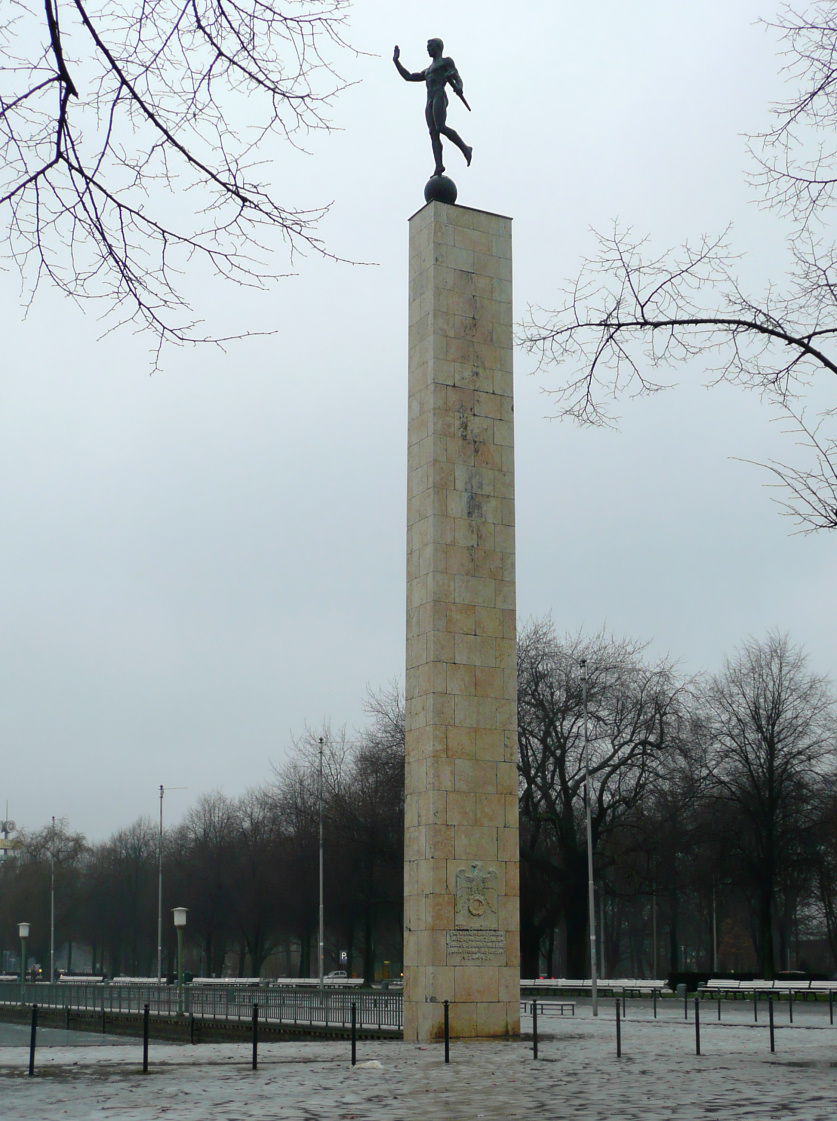
Fackelträger-Säule
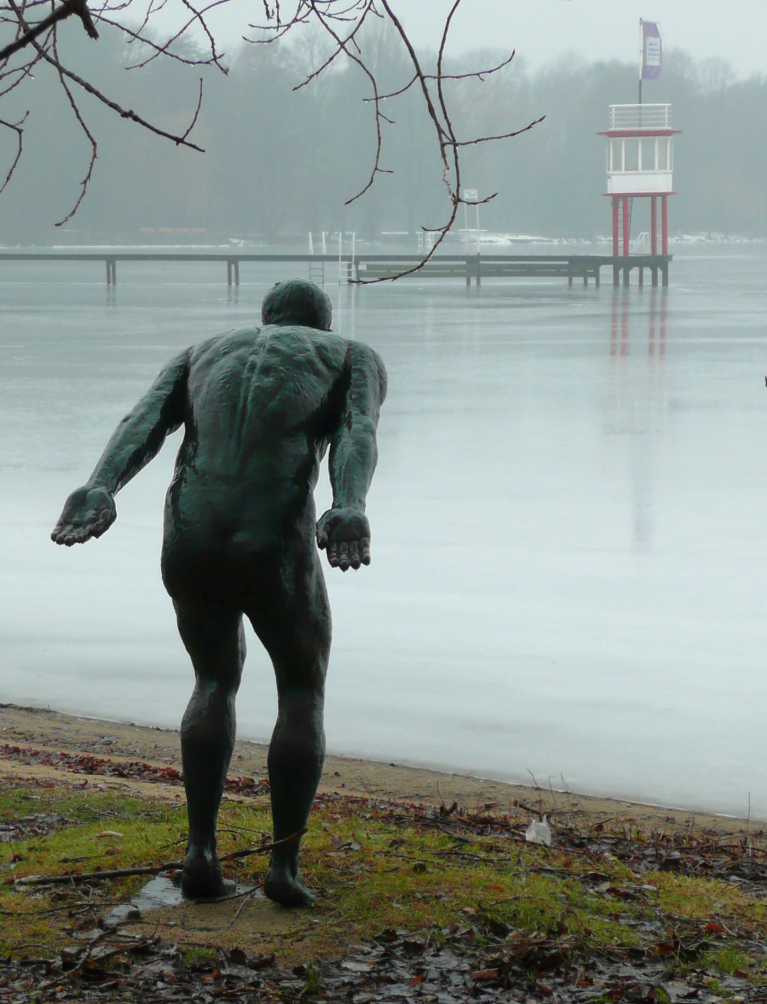
Der Schwimmer von Erich Haberland im Bereich des Strandbades

### Neulicht am See
Unter dem Begriff Neulicht am See fand Anfang 2009 ein Lichtkunstprojekt rund um den Maschsee statt. Dabei waren für mehrere Wochen 22 Objekte aufgestellt. Die Kunstobjekte waren von internationalen Künstlern entworfen worden, zum größten Teil waren sie nachts erleuchtet. Sie bildeten den Auftakt des Gartenprojektes Gartenregion 2009 der Region Hannover.

## Sonstiges

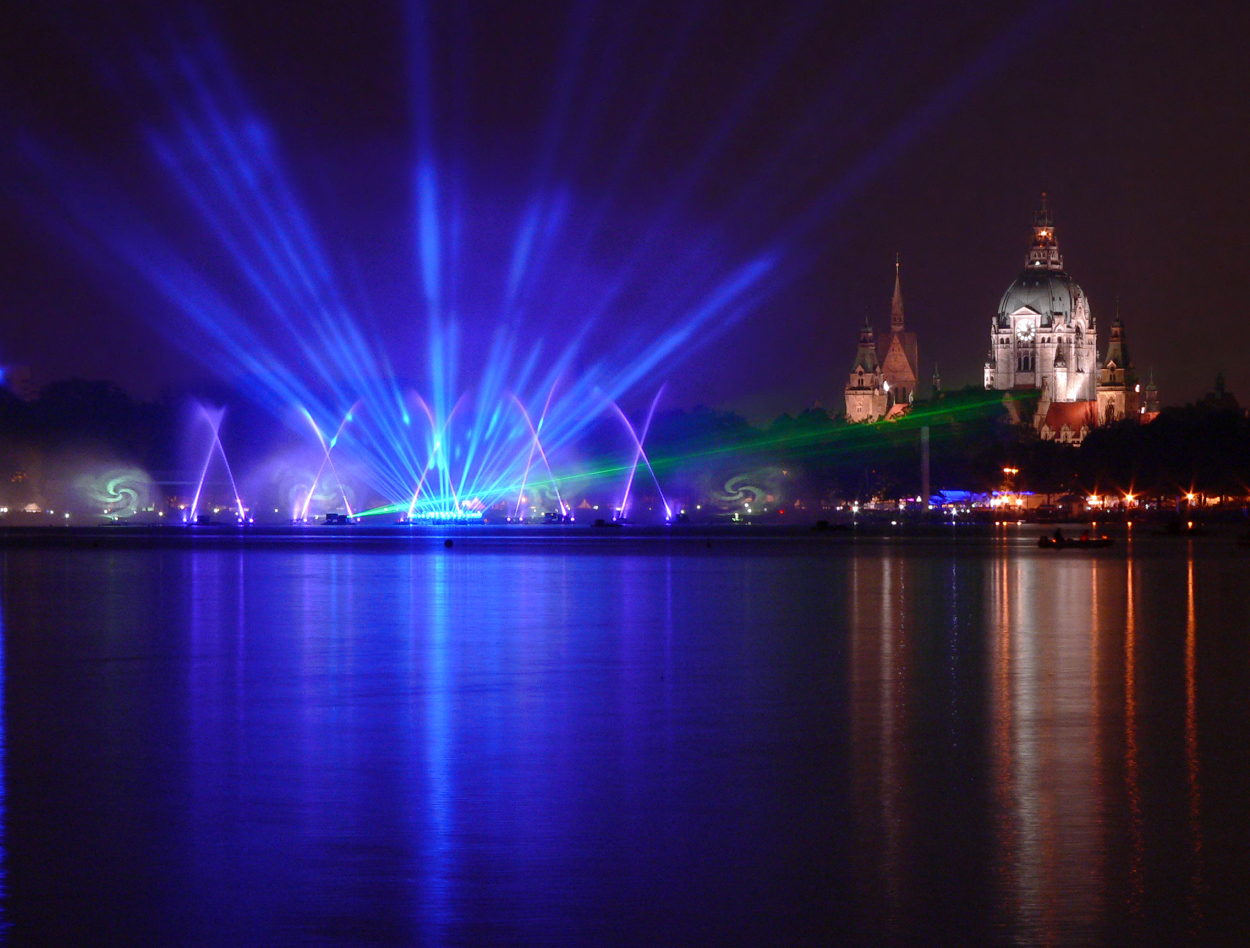
Lasershow am Tag der Deutschen Einheit, rechts Marktkirche und Neues Rathaus

Im Maschsee werden einige tausend Karpfen gezüchtet, von denen einige jährlich zu Weihnachten und zu Silvester auf Vorbestellung öffentlich verkauft werden. Die Fischzucht und den Verkauf betreibt zurzeit Fischzucht Neumann.
Am Rande des Maschsees oder in unmittelbarer Nähe befinden sich der Maschpark mit dem Maschteich und dem Neuen Rathaus, die International School Hannover Region, der Schützenplatz, das Niedersächsische Landesmuseum, das Sprengel Museum, die Landesfunkhäuser von NDR und ZDF, die Heinz-von-Heiden-Arena, der Wellness-Park Aspria Hannover, die Regionaldirektion Niedersachsen-Bremen der Bundesagentur für Arbeit und das Stadionbad. Am Nordufer liegt das Hotel Courtyard by Marriott, das Ende der 1990er Jahre nach dem Umbau der Spielbank Hannover entstand. Weiterhin befinden sich mit den Gymnasien Bismarckschule und Tellkampfschule und der freien Waldorfschule drei große Schulen mit insgesamt über 3000 Schülern unmittelbar am Maschsee-Ostufer.